# Loveless Love
 (mai 2010).
Si vous disposez d'ouvrages ou d'articles de référence ou si vous connaissez des sites web de qualité traitant du thème abordé ici, merci de compléter l'article en donnant les références utiles à sa vérifiabilité et en les liant à la section « Notes et références ».

Lovelless Love est la troisième piste de l'album Crazy Rhythms du groupe The Feelies
Elle a été écrite par le tandem Mercer/Million. Elle est la troisième piste de l'album.

## Structure du morceau

### Montée (0:00-1:35)
Le début du morceau se marque par un calme presque inquiétant. Les guitares sont douces et placé dans les aigus. Mais petit à petit, le niveau monte, entrainant une sorte "stress" au oreille de l'auditeur. Plus le niveau monte, plus le son devient inquiétant, comme représentant d'une sensation de peur. Sur ce point de la représentation de l'émotion, on peut y voir une sorte d'hommage à Heroin du Velvet Underground.

### Riff #1 (1:35-1:51)
Un court "riff" apparait à cet instant. On peut le voir plus comme une sorte de pont entre les deux parties instrumentales importante du morceau.

### Solo #1 (1:51-2:35)
Ce solo s'introduit par un début simple puis devient de plus en plus dense. Il commence tout d'abord à une guitare très légèrement électrifiée puis devient de plus en plus rapide et "sale". La saturation atteint son point culminant alors que la guitare entre dans les aigus. Enfin d'un coup, d'un arrêt brutal, le riff calme revient.

### Passage parlé (2:35-3:57)
Dans cette partie parlée, on peut entendre à partir de 2:55 la batterie de façon plus agressive que depuis le début du morceau. De plus on peut voir aussi l'apparition de "chœur" qui chante les paroles Loveless Love et se faisant répondre par le chanteur. Sous une certaine forme, cela peut rappeler la chanson With a Little Help from My Friends des Beatles.

### Riff #2 (3:57-4:15)
Cette partie est tout à fait semblable à la première, sauf si l'on n'excepte les percussions caraïbaine en arrière-plan.

### Solo #2 (4:15-4:47)
Ce second solo est très simple dans son écriture : ce n'est qu'une montée et une descente d'octave répétée six fois. À chaque fin de descente, la batterie vient ouvrir une nouvelle par un coup de slash.

### Fin du morceau (4:47-5:00)
On peut entendre encore les chœurs ainsi qu'un orgue électronique rendre l'atmosphère plus calme.

### Blanc (5:00-5:07)
À la fin du morceau, on entend un blanc de sept secondes.

## Anecdote
- Le morceau a donc une introduction de 2 min 35 s
- Le morceau peut être entendu dans le téléfilm Carlos d'Olivier Assayas.
- Le morceau peut être entendu dans le film Dangereuse sous tous rapports de Jonathan Demme.